# ワシントン郡区 (ペンシルベニア州ノーサンバーランド郡)

州内のノーサンバーランド郡の位置。

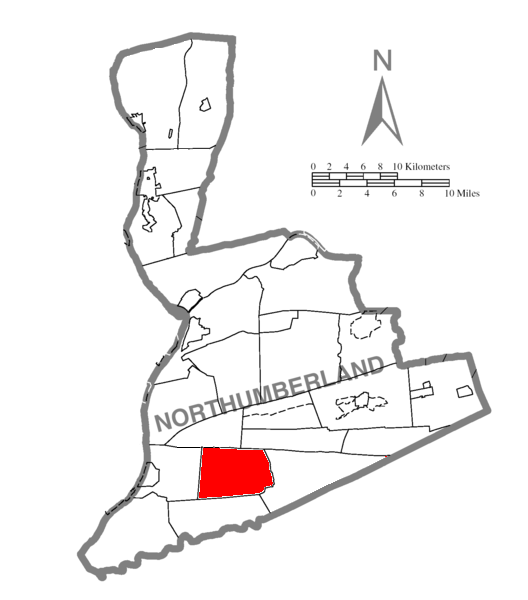
郡内のワシントン郡区の位置。

ワシントン郡区（Washington Township）は、アメリカ合衆国ペンシルベニア州ノーサンバーランド郡にある郡区である。2000年現在の人口は660人。

## 地理
アメリカ国勢調査局によると、ワシントン郡区の総面積は46.9 km2で、すべて陸地である。

## 人口
2000年の国勢調査によると、ワシントン郡区の人口は660人であり、263世帯、199家族が居住している。人口密度は1平方キロメートルあたり14.1人である。283軒の家があり、1平方キロメートルあたり6.0軒の家が建っている。町の人種構成は、99.70%が白人、0.00%が黒人ないしアフリカ系アメリカ人、0.00%がアメリカ先住民、0.00%がアジア人、0.00%が太平洋諸島系、0.15%がその他の人種であり、0.15%は混血である。人口の0.15%はラテン系である。
全世帯の30.4%には18歳未満の子供が同居しており、65.4%は夫婦で一緒に生活している。6.8%は夫のいない女性が世帯主であり、24.3%は独身である。全世帯の21.3%は一人暮らしであり、14.8%が65歳以上である。平均世帯人数は2.51人、平均家族人数は2.94人である。
ワシントン郡区の人口は、23.3%が18歳未満、18歳以上24歳以下が6.1%、25歳以上44歳以下が26.7%、45歳以上64歳以下が27.6%、65歳以上が16.4%である。年齢の中央値は42歳である。女性100人に対して男性103.7人であり、18歳以上の100人の女性に対して男性は96.9人である。
町の1世帯あたりの平均収入は39,000ドルであり、1家族あたりの平均収入は49,625ドルである。男性の平均収入が33,036ドルであるのに対し、女性の平均収入は21,023ドルである。1人あたりの収入は17,675ドルである。人口の7.9%（全家族の5.6%）が極貧層である。18歳以下の住民の13.8%、65歳以上の住民の11.1%は貧しい生活を送っている。